# Llista d'autors catalans de l'edat moderna en llatí
Aquesta és una llista d'autors catalans que escriviren tota o part de la seva obra en llatí a l'edat moderna
| Índex A B C D E F G H I J K L M N O P Q R S T U V W X Y Z |

## A
- Antoni Agustí i Albanell
- Jeroni Amiguet

## B
- Antoni Brenac

## C
- Francesc Calça
- Cristòfor Calvet d'Estrella
- Joan Cassador
- Pere Jaume Cassià

## G
- Pere Joan Guasc

## H
- Cosme Damià Hortolà

## I
- Martí Ivarra

## J
- Dionís Jeroni Jorba

## L
- Miquel Llot de Ribera

## P
- Lluís Ponç d'Icard

## R
- Antic Roca
- Esteve Rotllà

## S
- Francesc Satorres
- Pere Sunyer

## T
- Francesc Tarafa

## V
- Joan Lluís Vileta